# Peter Igelhoff

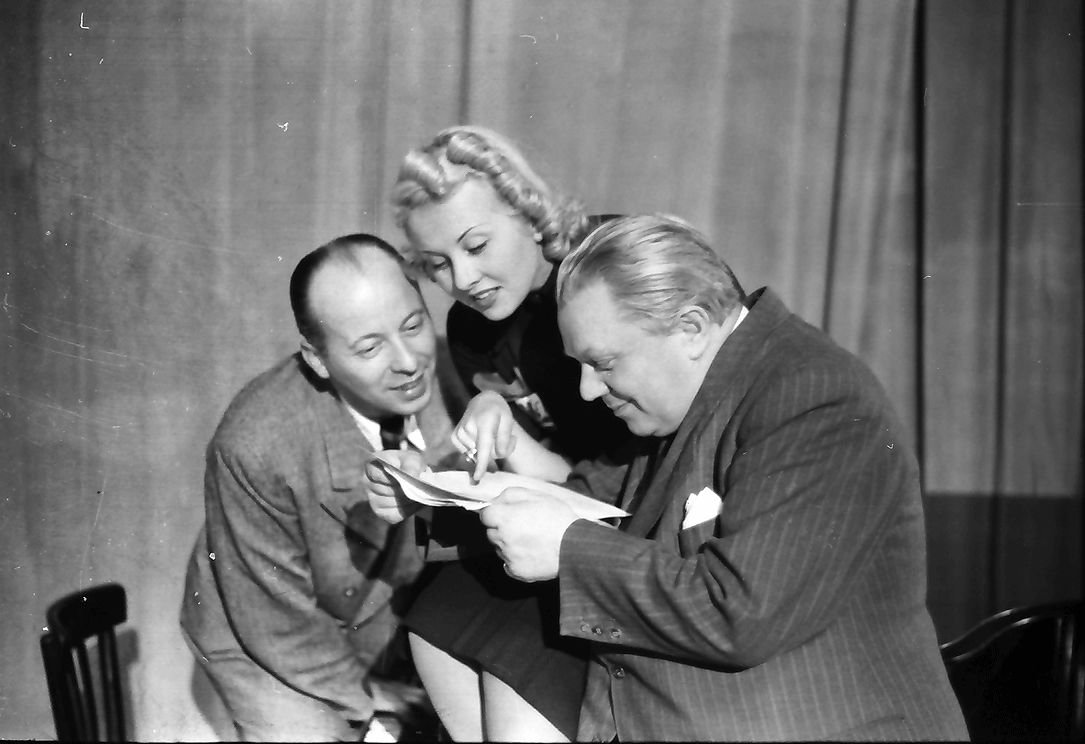
Peter Igelhoff (izq.) con Dorit Kreysler y Willi Schaeffers en el Kabarett der Komiker en 1938

Peter Igelhoff (22 de julio de 1904 - 8 de abril de 1978) fue un músico y compositor austriaco.

## Biografía
Nacido en Viena, Austria, su verdadero nombre era Rudolf August Ordnung. Entre 1924 y 1932 trabajó como funcionario de la ciudad de Viena. Sin embargo, su trayectoria civil se interrumpió en 1932, estudiando hasta 1935 música en Viena y Londres. En 1936 empezó en Berlín su vida como 'Animador al Piano' actuando en diferentes bares, y trabajando también en el Kabarett der Komiker, aunque siempre como artista independiente.
Escribió más de 1000 canciones y temas schlager, que a menudo se grababan en discos, destacando de entre ellos Tante Jutta aus Kalkutta, Das Nachtgespenst, In meiner Badewanne bin ich Kapitän y Der Onkel Doktor hat gesagt. A partir del año 1938 compuso también bandas sonoras, participando en alrededor de 50 producciones cinematográficas y 100 televisivas, como por ejemplo Wir machen Musik, con Ilse Werner (1942). Además, en sus comienzos también hizo algunas actuaciones para la gran pantalla. 
Además, Igelhoff trabajó en obras teatrales como Mademoiselle Mama, Liebe auf den ersten Blick, Mann ohne Herz, Ein toller Fall, Die hellblaue Venus, Eine Nacht mit Rosita y Pariser Parfum.
Sus canciones y temas de jazz se caracterizaban por su ligereza musical y la inteligencia de sus letras, siendo bien recibidas por  el público de la época, aunque no por los gobernantes Nazis. Se consideraba que la música de Igelhoff era demasiado americana, por lo que finalmente se le prohibió tocar y en 1942 fue enviado al Frente. 
Finalizada la Segunda Guerra Mundial, Igelhoff volvió a Alemania obteniendo un gran éxito en los años 1950 con sus composiciones. Actuó en varios programas televisivos alemanes, entre ellos Zum Blauen Bock, en el que tocaba con el piano sus canciones. En 1969 Peter Igelhoff fue recompensado con un título de Profesor Honorario.
Igelhoff vivió en Múnich, Alemania, y más tarde en Bad Reichenhall, ciudad en la que falleció en el año 1978. Fue enterrado en el Cementerio Nordfriedhof de Múnich, en la tumba 60-U-15.

## Música cinematográfica
- 1938 : Zwei Frauen
- 1939 : Drunter und drüber
- 1939 : Marguerite: 3
- 1940 : Was wird hier gespielt?
- 1940 : Herz – modern möbliert
- 1942 : Wir machen Musik
- 1950 : Die Nacht ohne Sünde
- 1951 : Mutter sein dagegen sehr
- 1953 : Fräulein Casanova
- 1953 : Tante Jutta aus Kalkutta
- 1953 : Schlagerparade
- 1953 : Drei, von denen man spricht
- 1953 : Hurra – ein Junge!
- 1954 : Sonne über der Adria
- 1955 : Der doppelte Ehemann
- 1955 : Eine Frau genügt nicht
- 1955 : Benehmen ist Glückssache
- 1955 : Der Frontgockel
- 1956 : IA in Oberbayern
- 1956 : Waldwinter
- 1956 : Ein tolles Hotel
- 1956 : II-A in Berlin
- 1956 : Liebe, Sommer und Musik
- 1957 : Die verpfuschte Hochzeitsnacht
- 1957 : Zwei Bayern im Harem
- 1957 : Zwei Bayern im Urwald
- 1958 : Piefke, der Schrecken der Kompanie
- 1958 : Majestät auf Abwegen
- 1959 : Paprika
- 1959 : Die unvollkommene Ehe
- 1959 : Gangsterjagd in Lederhosen
- 1959 : Natürlich die Autofahrer
- 1960 : Der wahre Jakob
- 1965 : Adieu Mademoiselle
- 1969 : Alle Hunde lieben Theobald